# Antoine Cuypers
 (juin 2017).
Antoine Cuypers est un scénariste et réalisateur belge.

## Filmographie

### Réalisateur
- 2009 : Autonomie de la volonté, court-métrage
- 2010 : Les sauvages, court-métrage
- 2012 : A New Old Story, court-métrage
- 2015 : Préjudice

### Scénariste
- 2009 : Autonomie de la volonté, court-métrage
- 2010 : Les sauvages, court-métrage
- 2012 : A New Old Story, court-métrage
- 2012 : Que la suite soit douce de Alice De Vestele, court-métrage
- 2015 : Préjudice

## Distinctions

### Récompenses
- 2012 : Meilleur court-métrage au Festival international du film francophone de Namur pour A New Old Story.
- 2012 : Lauréat du Prix des centres culturels à la 15e édition du Brussels Short Film Festival[1].
- 2013 : Prix du jury au Festival du film court francophone Un poing c'est court de Vaulx-en-Velin pour A New Old Story[2].
- 2013 : Prix du public au Athens International Short Film Festival Psarokokalo pour A New Old Story[3].

### Nominations
- Magritte du cinéma 2013 : Meilleur court-métrage de fiction pour A New Old Story
- Magritte du cinéma 2016 : Meilleur scénario original ou adaptation pour Préjudice